# Adema
Adema er et amerikansk nu metal-band fra Californien.

## Diskografi
Studiealbum
- Adema (2001)
- Unstable (2003)
- Planets (2005)
- Kill the Headlights (2007)